# イーグルノワール
イーグルノワール（欧字名:Aigle Noir、2021年2月17日 - ）は、日本の競走馬。主な勝ち鞍は2023年の兵庫ジュニアグランプリ。
馬名の意味は、フランス語で黒い鷲。毛色より連想。

## 戦績

### 2歳（2023年）
2023年6月18日、阪神競馬場5レースの2歳新馬戦（芝1600m）でデビュー。1番人気に押されるが、当日のレースでは先頭集団につけてレースを展開するも、直線で伸びきれず4着に終わる。次戦はダートに転向し、9月2日小倉競馬場2レース（ダート1700m）に出走。3番手につけてレースを進めると、直線で逃げていたエートラックスを捉えて突き放し、勝利した。次いで10月14日の自己条件戦を勝利すると、11月22日に行われた兵庫ジュニアグランプリに出走。4番手につけてレースを進め、直線手前でサトノフェニックスと共に進出を開始。サトノフェニックスとの叩きあいをハナ差で制し勝利。ダート転向3連勝とした。なお、父ブリックスアンドモルタルにとっては、これが産駒のダート重賞初制覇となった。12月13日に行われた全日本2歳優駿では道中3番手に位置するものの、最後の直線では早めに先頭に立ったフォーエバーヤングに7馬身突き離され2着と完敗した。

### 3歳（2024年）
3歳初戦として2月14日に行われた雲取賞に1番人気で出走。逃げるブルーサンをマークする形で2番手で追走も直線で伸び切れず4着に敗れると、陣営は短距離路線に矛先を変えて4月29日に行われた兵庫チャンピオンシップに出走するが、前走まで鞍上だった松山弘平騎手が落馬負傷したため、武豊騎手に乗り替わりとなった。レースは4着に終わり、鞍上の武豊騎手は「もう少し前の位置でレースをしたかったが砂をかぶると全然前に進まなかった。慣れてきたらもっと走ってくるはず」と話している。この後、古馬との初対戦となった6月1日のアハルテケステークスでは2番手追走も直線でズルズルと後退して12着に沈んだ。秋に入り、9月18日のテレ玉杯オーバルスプリントでは2・3番手でレースを進めたが直線で伸びあぐねて4着。続く武蔵野ステークスでは道中好位で脚を溜めるも直線で失速し14着と大敗した。

### 4歳（2025年）
4歳初戦となった1月11日のすばるステークスでは終始後方のまま見せ場なく12着と大敗する。1月20日、同馬を所有する社台サラブレッドクラブの公式サイトで大井・荒山勝徳厩舎に移籍することが発表された。同月22日付でJRAの競走馬登録を抹消された。
地方競馬転厩初戦となった3月13日のフジノウェーブ記念（SIII）では笹川翼が騎乗し臨むも12着に敗れた。

## 競走成績
以下の内容は、JBISサーチおよびnetkeiba.comに基づく。
| 競走日     | 競馬場 | 競走名             | 格     | 距離（馬場）  | 頭 数 | 枠 番 | 馬 番 | オッズ （人気） | 着順 | タイム （上り3F） | 着差 | 騎手        | 斤量 [kg] | 1着馬（2着馬）         | 馬体重 [kg] |
| ---------- | ------ | ------------------ | ------ | ------------- | ----- | ----- | ----- | --------------- | ---- | ----------------- | ---- | ----------- | --------- | ---------------------- | ----------- |
| 2023.06.18 | 阪神   | 2歳新馬            |        | 芝1600m（良） | 11    | 4     | 4     | 003.40（1人）   | 04着 | R1:35.7（35.5）   | -0.6 | 0西村淳也   | 55        | レディントン           | 518         |
| 0000.09.02 | 小倉   | 2歳未勝利          |        | ダ1700m（稍） | 16    | 3     | 6     | 003.80（2人）   | 01着 | R1:46.1（38.8）   | -0.3 | 0永島まなみ | 52        | （エートラックス）     | 522         |
| 0000.10.14 | 東京   | プラタナス賞       | 1勝    | ダ1600m（良） | 14    | 8     | 13    | 012.00（4人）   | 01着 | R1:37.3（37.1）   | -0.1 | 0松山弘平   | 56        | （ライジンマル）       | 520         |
| 0000.11.22 | 園田   | 兵庫ジュニアGP     | JpnII  | ダ1400m（良） | 12    | 6     | 7     | 002.40（1人）   | 01着 | R1:29.4（39.0）   | -0.0 | 0松山弘平   | 55        | （サトノフェニックス） | 532         |
| 0000.12.13 | 川崎   | 全日本2歳優駿      | JpnI   | ダ1600m（良） | 12    | 1     | 1     | 002.60（2人）   | 02着 | R1:45.0（41.6）   | -1.5 | 0松山弘平   | 56        | フォーエバーヤング     | 526         |
| 2024.02.14 | 大井   | 雲取賞             | JpnIII | ダ1800m（良） | 16    | 7     | 13    | 001.70（1人）   | 04着 | R1:56.1（40.4）   | -0.9 | 0松山弘平   | 57        | ブルーサン             | 534         |
| 0000.04.29 | 園田   | 兵庫CS             | JpnII  | ダ1400m（良） | 11    | 5     | 5     | 002.30（2人）   | 04着 | R1:29.6（39.7）   | -1.2 | 0武豊       | 57        | エートラックス         | 519         |
| 0000.06.01 | 東京   | アハルテケS        | OP     | ダ1600m（重） | 15    | 5     | 9     | 003.50（2人）   | 12着 | R1:37.1（37.1）   | -1.7 | 0C.ルメール | 55        | ビヨンドザファザー     | 524         |
| 0000.09.18 | 浦和   | テレ玉杯オーバルSP | JpnIII | ダ1400m（良） | 7     | 6     | 6     | 008.90（6人）   | 04着 | R1:27.2（38.8）   | -0.7 | 0松山弘平   | 52        | スマイルウィ           | 518         |
| 0000.11.09 | 東京   | 武蔵野S            | GIII   | ダ1600m（良） | 15    | 8     | 15    | 045.10（9人）   | 14着 | R1:38.7（39.1）   | -2.7 | 0菅原明良   | 56        | エンペラーワケア       | 528         |
| 2025.01.11 | 中京   | すばるS            | L      | ダ1400m（良） | 16    | 3     | 5     | 076.1（13人）   | 12着 | R1:24.9（37.6）   | -1.9 | 0鮫島克駿   | 57        | フリームファクシ       | 524         |
| 0000.03.13 | 大井   | フジノウェーブ記念 | SIII   | ダ1400m（重） | 16    | 8     | 16    | 010.80（7人）   | 12着 | R1:26.9（38.5）   | -2.8 | 0笹川翼     | 56        | イグザルト             | 517         |
| 0000.04.10 | 川崎   | 幸OP               | OP     | ダ1600m（稍） | 9     | 5     | 5     | 003.60（2人）   | 02着 | R1:43.2（41.3）   | -1.0 | 0笹川翼     | 56        | ゴールドレガシー       | 524         |
| 0000.07.03 | 大井   | ジュライ賞         | OP     | ダ1400m（良） | 8     | 2     | 2     | 004.50（3人）   | 04着 | R1:26.7（39.4）   | -1.9 | 0矢野貴之   | 56        | サトノテンペスト       | 525         |
| 0000.07.12 | 大井   | サンタアニタT      | SIII   | ダ1600m（不） | 13    | 7     | 11    | 053.60（9人）   | 05着 | R1:41.1（38.7）   | -1.3 | 0藤田凌     | 57        | ランリョウオー         | 526         |
| 0000.08.14 | 大井   | 東京記念TR         | OP     | ダ2400m（良） | 8     | 7     | 7     | 016.70（5人）   | 06着 | R2:38.6（39.4）   | -2.1 | 0藤田凌     | 56        | グリューヴルム         | 529         |

- 競走成績は2025年8月14日現在

## 血統表
| イーグルノワールの血統                   | イーグルノワールの血統                                 | イーグルノワールの血統                                 | （血統表の出典）                                       | （血統表の出典）    |
| 父系                                     | ストームキャット系                                     | ストームキャット系                                     | ストームキャット系                                     |                     |
| 父 *ブリックスアンドモルタル 黒鹿毛 2014 | 父の父Giant's Causeway 栗毛 1997                       | Storm Cat                                              | Storm Bird                                             | Storm Bird          |
| 父 *ブリックスアンドモルタル 黒鹿毛 2014 | 父の父Giant's Causeway 栗毛 1997                       | Storm Cat                                              | Terlingua                                              |                     |
| 父 *ブリックスアンドモルタル 黒鹿毛 2014 | 父の父Giant's Causeway 栗毛 1997                       | Mariah's Storm                                         | Rahy                                                   | Rahy                |
| 父 *ブリックスアンドモルタル 黒鹿毛 2014 | 父の父Giant's Causeway 栗毛 1997                       | Mariah's Storm                                         | *イメンス                                              |                     |
| 父 *ブリックスアンドモルタル 黒鹿毛 2014 | 父の母Beyond the Waves 黒鹿毛 1997                     | Ocean Crest                                            | Storm Bird                                             | Storm Bird          |
| 父 *ブリックスアンドモルタル 黒鹿毛 2014 | 父の母Beyond the Waves 黒鹿毛 1997                     | Ocean Crest                                            | S.S.Aroma                                              |                     |
| 父 *ブリックスアンドモルタル 黒鹿毛 2014 | 父の母Beyond the Waves 黒鹿毛 1997                     | Excedent                                               | Exceller                                               | Exceller            |
| 父 *ブリックスアンドモルタル 黒鹿毛 2014 | 父の母Beyond the Waves 黒鹿毛 1997                     | Excedent                                               | Broadway Lullaby                                       |                     |
| 母 アルティマブラッド 青鹿毛 2012        | 母の父*シンボリクリスエス 黒鹿毛 1999                  | Kris S.                                                | Roberto                                                | Roberto             |
| 母 アルティマブラッド 青鹿毛 2012        | 母の父*シンボリクリスエス 黒鹿毛 1999                  | Kris S.                                                | Sharp Queen                                            |                     |
| 母 アルティマブラッド 青鹿毛 2012        | 母の父*シンボリクリスエス 黒鹿毛 1999                  | Tee Kay                                                | Gold Meridian                                          | Gold Meridian       |
| 母 アルティマブラッド 青鹿毛 2012        | 母の父*シンボリクリスエス 黒鹿毛 1999                  | Tee Kay                                                | Tri Argo                                               |                     |
| 母 アルティマブラッド 青鹿毛 2012        | 母の母アルティマトゥーレ 鹿毛 2004                     | フジキセキ                                             | *サンデーサイレンス                                    | *サンデーサイレンス |
| 母 アルティマブラッド 青鹿毛 2012        | 母の母アルティマトゥーレ 鹿毛 2004                     | フジキセキ                                             | *ミルレーサー                                          |                     |
| 母 アルティマブラッド 青鹿毛 2012        | 母の母アルティマトゥーレ 鹿毛 2004                     | エアトゥーレ                                           | *トニービン                                            | *トニービン         |
| 母 アルティマブラッド 青鹿毛 2012        | 母の母アルティマトゥーレ 鹿毛 2004                     | エアトゥーレ                                           | *スキーパラダイス                                      |                     |
| 母系(F-No.)                              | スキーパラダイス(USA)系(FN:3-I)                        | スキーパラダイス(USA)系(FN:3-I)                        | スキーパラダイス(USA)系(FN:3-I)                        | [ § 2 ]             |
| 5代内の近親交配                          | Storm Bird：S4×S4、Roberto：S5×M4、Seattle Slew：S5×M5 | Storm Bird：S4×S4、Roberto：S5×M4、Seattle Slew：S5×M5 | Storm Bird：S4×S4、Roberto：S5×M4、Seattle Slew：S5×M5 | [ § 3 ]             |
| 出典                                     | 1. 2. 3.                                               | 1. 2. 3.                                               | 1. 2. 3.                                               | 1. 2. 3.            |

- 2代母アルティマトゥーレは、セントウルステークス (GII) 、シルクロードステークス (GIII) 優勝。
- 3代母エアトゥーレは、阪神牝馬ステークス(GII)優勝。その他の子にキャプテントゥーレ（皐月賞など重賞4勝）、クランモンタナ（小倉記念（GIII）優勝）、シルヴァーソニック（ステイヤーズステークス (GII) 、レッドシーターフハンデキャップ（GIII）優勝）。
- 4代母スキーパラダイスは、ムーラン・ド・ロンシャン賞（フランスG1）、京王杯スプリングカップ (GII) 優勝。
- 5代母Ski Goggleは、エイコーンステークス（アメリカG1）優勝。
- スキーパラダイス#主要なファミリーラインも参照。